# Mancomunidad de Ripoll-Riu Sec
La Mancomunidad de Ripoll-Riu Sec es una de las muchas mancomunidades de la provincia de Barcelona (Cataluña, España) y se encuentra entre el río Ripoll y el río Sec.
Recoge poblaciones de la comarca del Vallés Occidental, su sede se encuentra Sabadell y el número de registro es 0508016.

## Poblaciones
- Barberá del Vallés
- Castellar del Vallés
- Sabadell
- San Lorenzo Savall
- San Quirico de Tarrasa

## Obras y servicios
Plan de saneamiento del río Ripoll en los términos municipales mancomunados. Tratamiento y eliminación de residuos sólidos urbanos. Los fines previstos para las mancomunidades urbanísticas en el artículo 10 del Reglamento de Gestión Urbanística. Transportes urbanos e interurbanos. Mataderos públicos. Defensa y protección del medio ambiente y lucha contra la polución. Coordinación de las actuaciones municipales en relación con aquellos servicios de interés mutuo prestados por otras administraciones, sea para su correcta localización, ámbito de actuación o condiciones del servicio y, en particular, de las prestaciones sanitarias y educativas...